# Tenkrát v Mexiku
Tenkrát v Mexiku (ang. Once Upon a Time in Mexico) je americko-mexický film režiséra Roberta Rodrigueze z roku 2003. Jde o závěrečný díl trilogie o El Mariachim. Prvními dvěma díly jsou El Mariachi a Desperado.

## Děj
El Mariachi dostane po dlouhých letech příležitost se pomstít za smrt své manželky a malé dcery, když jej agent CIA Sands najme, aby zabil Barillu, který se chystá udělat atentát na mexického prezidenta. Barilla je ten samý muž, který před lety zabil El Mariachiho manželku.

## Obsazení
| Antonio Banderas | El Mariachi |
| Salma Hayek      | Carolina    |
| Danny Trejo      | Cucuy       |
| Mickey Rourke    | Billy       |
| Johnny Depp      | Sands       |